# Aphanisma
Aphanisma é um género botânico pertencente à família Amaranthaceae.

## Espécies
- Aphanisma blitoides